# 安德烈亚·佩龙
安德烈亚·佩龙（義大利語：Andrea Peron，1971年8月14日—），意大利男子自行车运动员。他曾代表意大利参加1992年夏季奥林匹克运动会自行车比赛，获得男子团体计时赛银牌。